# 蘇馬克 (喬治亞州)
蘇馬克（英語：Sumac）是位於美國喬治亞州莫雷縣的一個非建制地區。該地的面積和人口皆未知。

## 地理
蘇馬克的座標為34°53′01″N 84°47′58″W / 34.88361°N 84.79944°W，而該地的平均海拔高度為229米（即751英尺）。